# Billardia intermedia
Billardia intermedia är en nässeldjursart som beskrevs av Blanco 1967. Billardia intermedia ingår i släktet Billardia och familjen Lafoeidae. Inga underarter finns listade i Catalogue of Life.